# Гримм, Анатолий Николаевич
Анатолий Николаевич Гримм (21 октября 1859 — 1916 (?)) — российский военный, шпион Германской империи и Австро-Венгерской империи. Предположительно являлся братом К. Н. Гримма.

## Биография
Происходит из потомственных дворян Нижегородской губернии, исповедовал православие. Воспитание получил в Нижегородской графа Аракчеева военной гимназии. В подростковом возрасте, прочитав произведение «Герой нашего времени» (пытался подражать персонажу поручику Вуличу), выстрелил в себя из пистолета, однако выжил после ранения, пролечившись в госпитале. По окончании курса в Павловской военной прогимназии и в Казанском пехотном юнкерском училище по 2-му разряду, на военную службу заступил 24 июня 1876 на правах вольноопределяющегося 3-го разряда. Был в походах в кампанию 1877 — 1878 годов против Османской империи, но в боях не участвовал. В дальнейшем служил в качестве старшего адъютанта штаба Варшавского военного округа.
Имея наклонность к роскошной жизни, балам, салонам и ресторанам, на что офицерского жалования не хватало, а также на украшения и наряды жене и любовнице. Для добычи денег участвовал в карточных играх, делал ставки на конных скачках и лотерейных розыгрышах на территории царства Польского, и ещё на российских имперских билетах трёх внутренних займов. В азартных делах ему сопутствовала удача, но и этих денег не хватало, и к 1896 году его финансовые дела были катастрофически плохи, из-за чего он всё что возможно заложил в ломбарде. Для налаживания контакта с германской разведкой составил письмо с предложением своих услуг, которое решил лично отвезти в Берлин. Летом 1896 года он отправился в Германскую империю, и, не владея иностранными языками, в столице нашёл здание Генерального штаба и долго объяснял швейцару, что желает встретиться с офицером, говорящим на русском языке. К нему вышел офицер имперской армии, пригласил в пустой кабинет и прочитал письмо. Получил 10 тысяч марок и задания по добыче карт укреплённых районов, информация о крепостях и о российской агентуре в Германской империи. По занимаемой им должности старшего адъютанта инспекторского отделения не имел доступа к подобной информации, однако копии документов ему готовили писари штаба, считавшие, что выполняют казённую работу. «Гонорары» за выполненные задания он получал через банкирские конторы Вавельберга в Варшаве и Петербурге.
15 июля 1899 года снова поехал в Берлин, на этот раз с женой, и привёз в Генеральный штаб подлинники документов, за привезённую информацию получил 6 тысяч марок и новое задание по добыче топографических карт и фотоснимков ряда железнодорожных станций, за что потребовал аванс в размере 2 тысяч марок. В конце того же года составил письмо, аналогичное берлинскому, и пришёл в Варшаве домой к австрийскому консулу, барону Геккингу-о-Карроль, попросив срочно переправить это письмо начальнику Генерального штаба Австро-Венгерской империи. Через пять дней получил конверт с приглашением лично приехать в Вену для переговоров, и через неделю, взяв недельный отпуск, выехал курьерским поездом. От него потребовали данные о войсках Киевского военного округа, а также планы крепостей Ивангород и Дубно, передав средства для тайнописи, а также «гонорар» за услуги, которые оценили в 5 тысяч рублей. И в начале 1901 в Вене получили первую посылку от нового агента, как связную и курьера использовал свою любовницу. Во время своего последнего визита в Вену привёз «Инструкцию командующему войсками по управлению Варшавским военным округом» и «Секретную часть всеподданнейшего отчёта командующего войсками за 1899 год», и очередной гонорар составил 12 тысяч рублей, однако начальник австрийской разведслужбы потребовал съездить в Петербург.
Не без помощи завербованного российскими разведчиками агента (некоторые историки предполагают личность А. Редля), был выявлен и 20 февраля 1902 года в 3 часа дня арестован. Почти одновременно были арестованы любовница Серафима Бергстрем, которую выгораживал в своих показаниях Гримм, и пришлось отпустить за недостатком улик; а также Эмиль Рупп, интендантский чиновник А. Фетисов и писари штаба округа Кречатович, Курилович, и другие — невиновность которых была впоследствии доказана. Заключённый под стражу в 10-й павильон Александровской крепости, вскоре начал давать признательные показания. Следствие проводилось под личным контролем военного министра А. Н. Куропаткина. Суд состоялся в конце мая 1902 года, по «высочайше утверждённому» приговору Варшавского военно-окружного суда лишался всех прав состояния, дворянства, наград, исключался с военной службы и ссылался на каторжные работы на 12 лет. Через месяц перед войсками округа огласили соответствующий приказ, подписанный генералом А. К. Пузыревским. Дальнейшая судьба по отбытии заключения не установлена.

### Звания
- прапорщик, 12 ноября 1882;
- подполковник, 26 февраля 1899.

### Награды
- орден Святого Станислава III степени;
- серебряная медаль «В память священного коронования их императорских величеств»;
- серебряная медаль «В память царствования императора Александра III»;
- офицерский крест румынского ордена Звезды.